# Dému
Dému település Franciaországban, Gers megyében. Lakosainak száma 318 fő (2022. január 1.). Dému Bascous, Castillon-Debats, Espas, Lannepax, Margouët-Meymes, Noulens, Ramouzens, Séailles és Vic-Fezensac községekkel határos.

## Népesség
A település népességének változása:
| Lakosok száma | 403  | 314  | 325  | 344  | 339  | 344  | 337  | 328  | 325  | 318  |
|               | 1968 | 1982 | 1990 | 2006 | 2013 | 2015 | 2017 | 2019 | 2020 | 2022 |